# Stélvio Rosa da Cruz
Stélvio Rosa da Cruz (Luanda, 24 gennaio 1989) è un calciatore angolano con cittadinanza portoghese, centrocampista del Luxembourg City.

## Palmarès

### Club

#### Competizioni nazionali
- Taça de Angola: 1

Primeiro de Agosto: 2009
- Campionato lussemburghese: 3

F91 Dudelange: 2013-2014, 2017-2018, 2018-2019
- Coppa del Lussemburgo: 1

F91 Dudelange: 2018-2019